# Redd Foxx
Redd Foxx, właściwie John Elroy Sanford (ur. 9 grudnia 1922 w Saint Louis, zm. 11 października 1991 w Los Angeles) – amerykański artysta, komik i aktor, zaliczany do  klasyki amerykańskiego stand-upu.
Urodził się w St. Louis w Missouri. Jego rodzina przeprowadziła się do Chicago jako syn minister Mary Alma (z domu Hughes) i Freda Sanforda. Jego ojciec był elektrykiem i mechanikiem samochodowym z Hickman, gdy Foxx miał cztery lata wyprowadził się z domu. Odtąd wychowywały go mama i babcia. Uczęszczał do DuSable High School.
W latach 40. występował w stand-upach w przefarbowanych na czerwono włosach. Swój przydomek połączył z nazwiskiem popularnego w owych czasach baseballisty Jima Foxxa. Występował na szklanym ekranie jako Fred G. Sanford w sitcomie NBC Sanford i syn (1972–1977) i Sanford (1980–1981), a także jako Al Hughes w The Redd Foxx Show (1986).
W komedii kryminalnej Eddiego Murphy’ego Noce Harlemu (Harlem Nights, 1989) zagrał postać Benniego Wilsona. Powrócił na mały ekran we wrześniu 1991 jako Alexander Alfonso Royal w sitcomie CBS The Royal Family z Dellą Reese.